# Pagode Hpaung Daw U

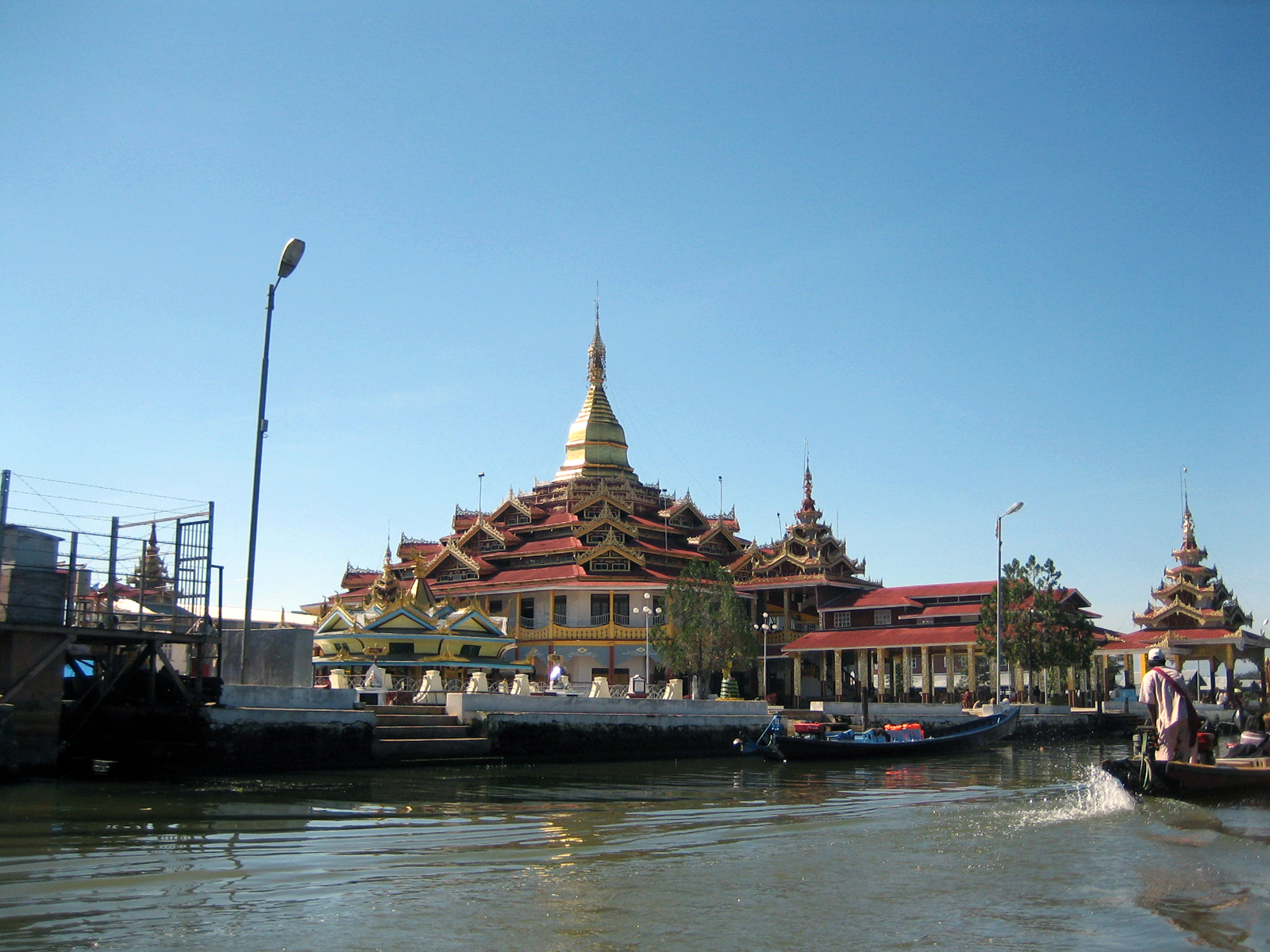
La pagode Hpaung Daw U n'est accessible que par bateau.

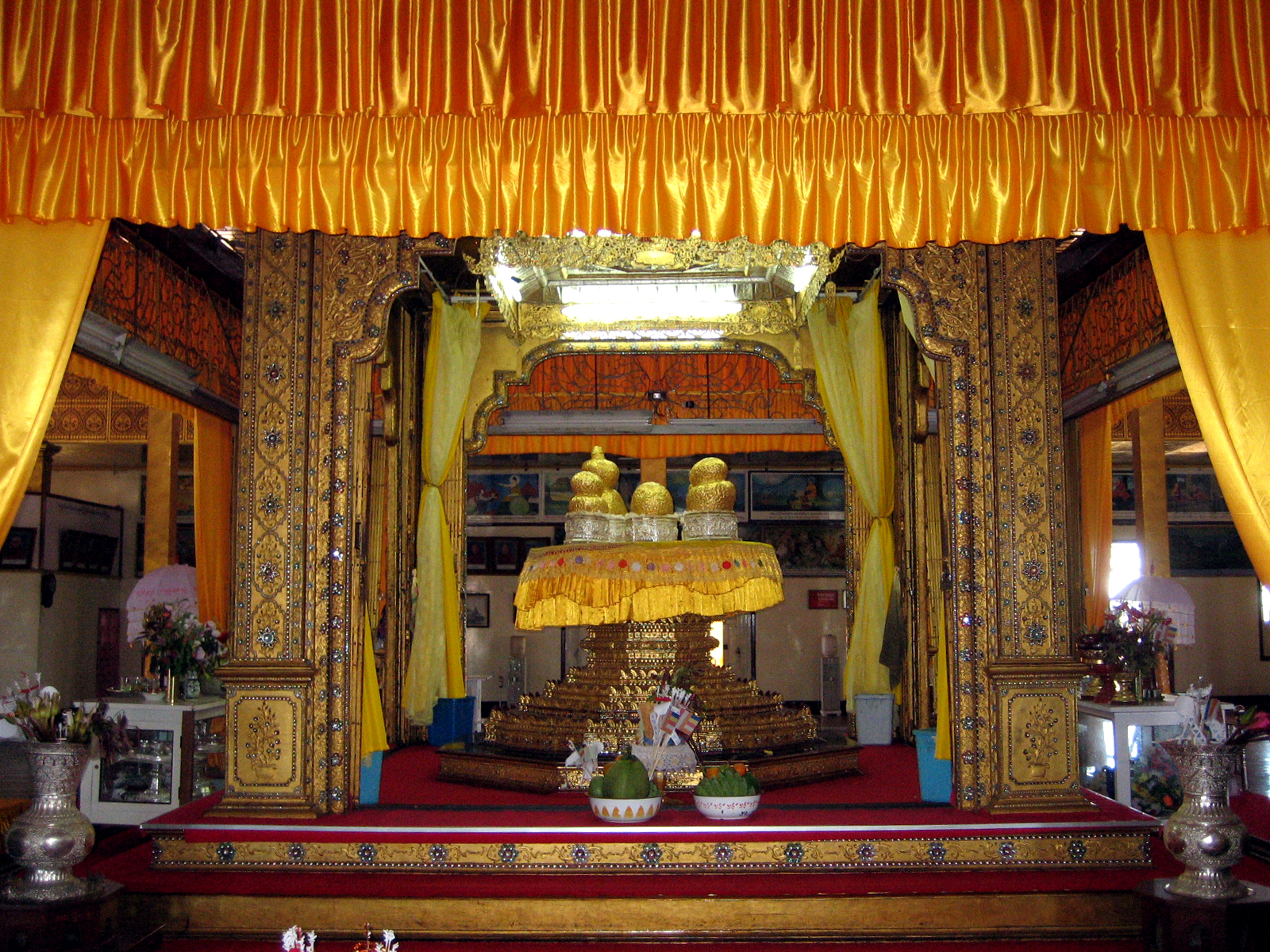
Les 5 petits bouddhas couverts d'or.

La pagode Hpaung Daw U est un site bouddhiste de Birmanie (Myanmar), situé sur le lac Inle, dans l'état Shan. 
Elle abrite cinq petites images du Bouddha couvertes de feuilles d'or au point de n'être plus reconnaissables. Cet état est relativement récent : des photographies anciennes exposées sur les murs du monastère montrent les statues encore "propres". 
Elles font de 23 à 46 cm. Couvertes d'or, elles sont extrêmement lourdes. Selon la tradition, elles auraient été apportées par le roi Alaungsithu (1112-1167), réputé pour sa ferveur religieuse. 
Le monastère est ouvert à tous, mais, dans la tradition du theravada, seuls les hommes ont le droit de toucher les statues pour y placer des feuilles d'or. Un autre élément du rituel est de vêtir celles-ci d'une petite robe en fibres de lotus appelée kya thingahn (robe de lotus). Cette robe est ensuite remportée par le pèlerin, qui la place sur l'autel de sa propre maison comme gage de respect envers le Bouddha et ses enseignements.
Autour de la pagode et à l'intérieur se trouvent des boutiques vendant des objets traditionnels shans et birmans.

## Fête annuelle
Chaque année, durant le mois de Thadingyut (septembre - octobre), se déroule une fête de 18 jours, au cours de laquelle 4 des statues sont sorties sur une réplique de la barque royale en forme d'oie sacrée brahmanique (hamsa, birman : hintha) et transportées sur le lac (une des statues reste toujours dans le temple). La barque richement décorée est tirée par plusieurs pirogues de rameurs inthas ramant avec la jambe, accompagnées d'autres embarcations en procession. Elle est promenée de village en village le long des rives du lac, les 4 statues passant la nuit dans le principal monastère de chaque village.
Le point culminant de la fête est le moment où les statues atteignent la ville principale, Nyaung Shwe, où se sont rassemblés la plupart des pèlerins de la région. Jadis, son Saopha (prince) venait personnellement les accueillir : les images étaient conduites en procession jusqu'au palais (haw) du Saopha, où elles entraient par l'Est et résidaient quelques heures dans la salle de prière, où le public venait leur rendre hommage. Elles étaient ensuite transporté au temple principal de la ville. Depuis les années 1960, les images ne passent plus au haw et se rendent directement au temple. Elles sont habituellement accueillies par un membre de haut rang du gouvernement local.
Dans les années 1960, un jour de grand vent, les vagues firent chavirer la barque royale et les statues furent précipitées dans le lac. La légende veut que seules trois d'entre elles aient pu être tirées des eaux, mais qu'au retour au monastère, la quatrième ait miraculeusement réapparu à son emplacement habituel.
- (en) Cet article est partiellement ou en totalité issu de l’article de Wikipédia en anglais intitulé « Hpaung Daw U Pagoda » (voir la liste des auteurs).